# Louis de Loménie
Louis-Léonard de Loménie (3. prosince 1815 Saint-Yrieix-la-Perche – 2. dubna 1878 Paříž) byl francouzský spisovatel.
Byl profesorem francouzské literatury na Collège de France od roku 1862, poté působil na École Polytechnique. Byl redaktorem Revue des Deux Mondes. Členem Francouzské akademie se stal roku 1871.

## Dílo
- Galerie des contemporains illustres, par un homme de rien, 1840–1847, 10 svazků
- Leçons de littérature au Collège de France, 1845–1864
- Beaumarchais et son temps : études sur la société en France au 17. siecle d'après des documents inédits, 1855, 2 svazky
- Comtesse de Rochefort et ses amis : études sur les mœurs en France, avec des documents inédits, 1870
- Les Mirabeau, nouvelles études sur la société française, 1870–1879, 2 svazky
- Esquisses historiques et littéraires, 1879